# Notte a Corduba
Notte a Corduba (A Dying Light in Corduba) è un romanzo giallo del 1996 scritto da Lindsey Davis, ottavo volume della serie ambientata nella Roma imperiale del I secolo, incentrata sulle indagini dell'investigatore privato Marco Didio Falco.

## Trama
A Roma Marco Didio Falco si trova coinvolto in una lotta di potere fra due importanti funzionari imperiali: l'infido Anacrite, la prima spia, e l'ancor più infido Claudio Leta, il primo segretario. Dopo un banchetto della ricca corporazione dei produttori di olio d'oliva della Betica, al quale Falco è stato invitato da Leta, Anacrite è ferito gravemente e un suo agente viene ucciso. Falco sospetta che dietro l'aggressione ci sia il tentativo di creare un cartello dell'olio d'oliva, organizzato da un potente senatore. Per risolvere il caso, deve immediatamente partire per la Betica. La fidanzata Elena Giustina decide di accompagnarlo nonostante l'avanzato stato di gravidanza.

## Edizioni
- Lindsey Davis, Notte a Corduba, collana I Marlin, traduzione di Maria Elena Vaccarini, Marco Tropea Editore, 18 maggio 2006, ISBN 9788843805853.